# Pont Morland
Le pont Morland est un pont routier, situé entre les 4e et 12e arrondissements de Paris, en France.

## Situation et accès
Le pont Morland franchit l'écluse de l'Arsenal, au confluent du port de l'Arsenal et de la Seine, entre le boulevard Morland dans le 4e arrondissement et le quai de la Rapée dans le 12e arrondissement de Paris.
Ce pont relie le 4e au 12e arrondissement en franchissant l'écluse qui permet la communication entre la Seine et le port de l'Arsenal.
Ce site est desservi par la station de métro Quai de la Rapée.

Pont vu depuis l'écluse entre le port de l'Arsenal et la Seine
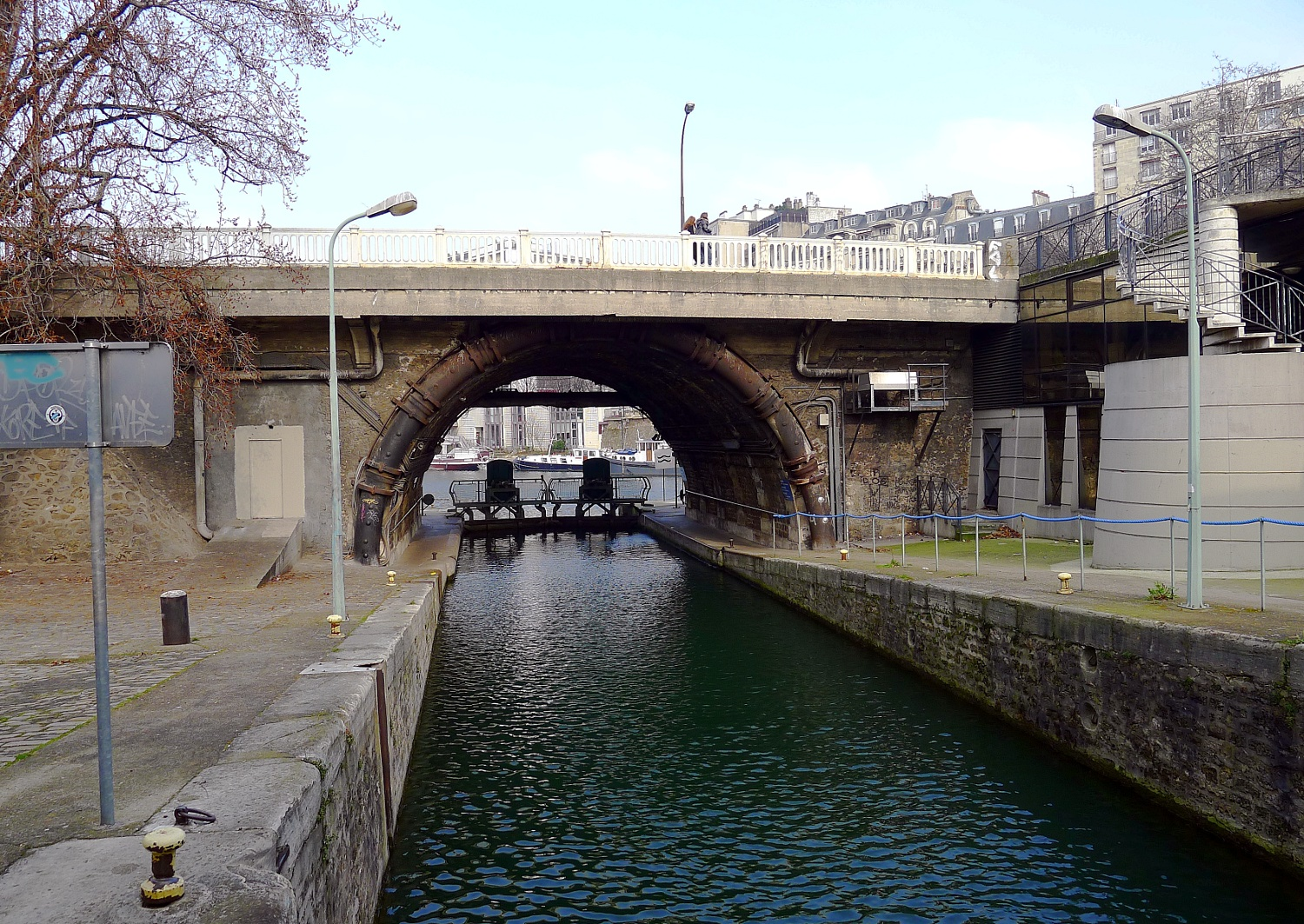
En février 2011.
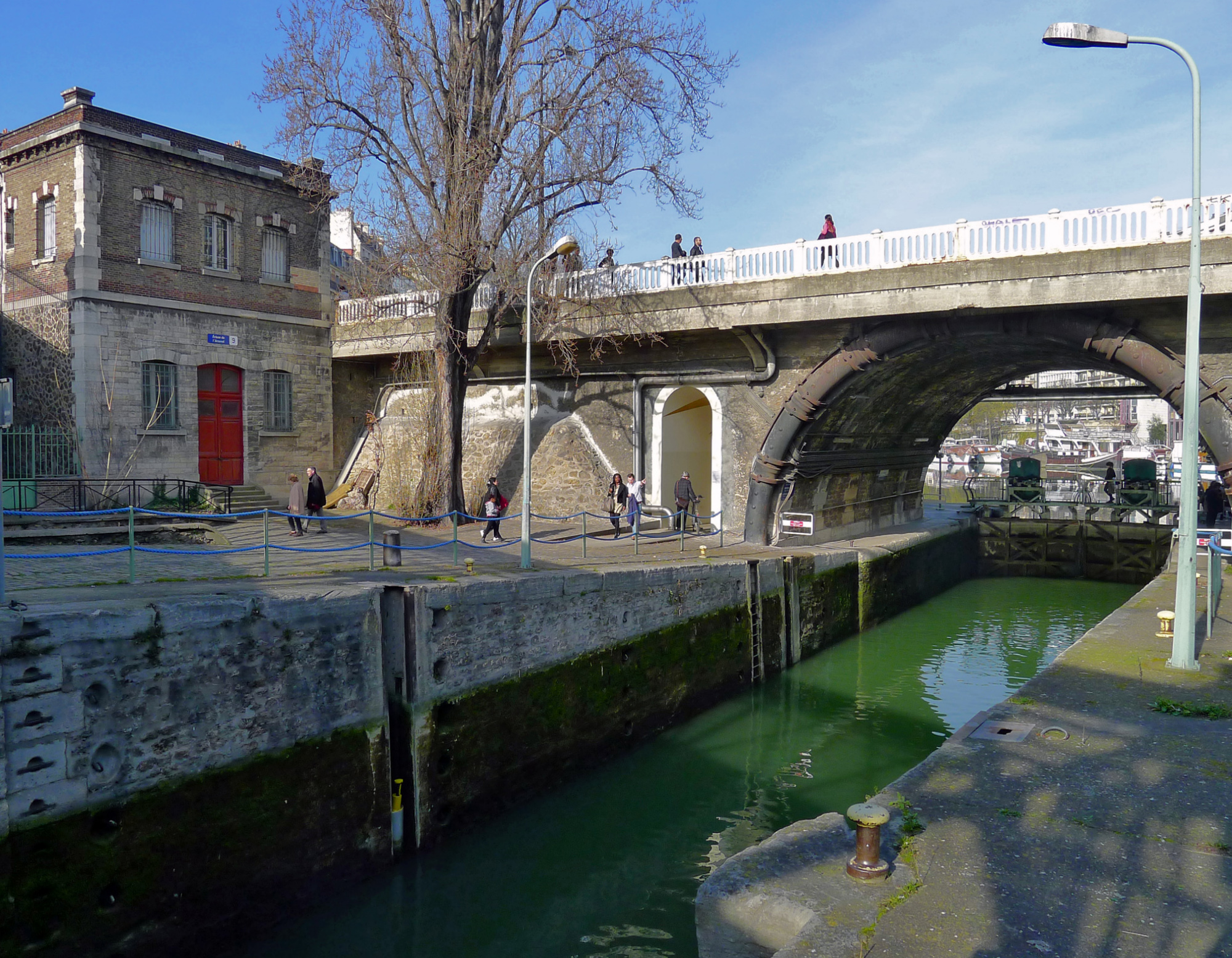
En mars 2015.
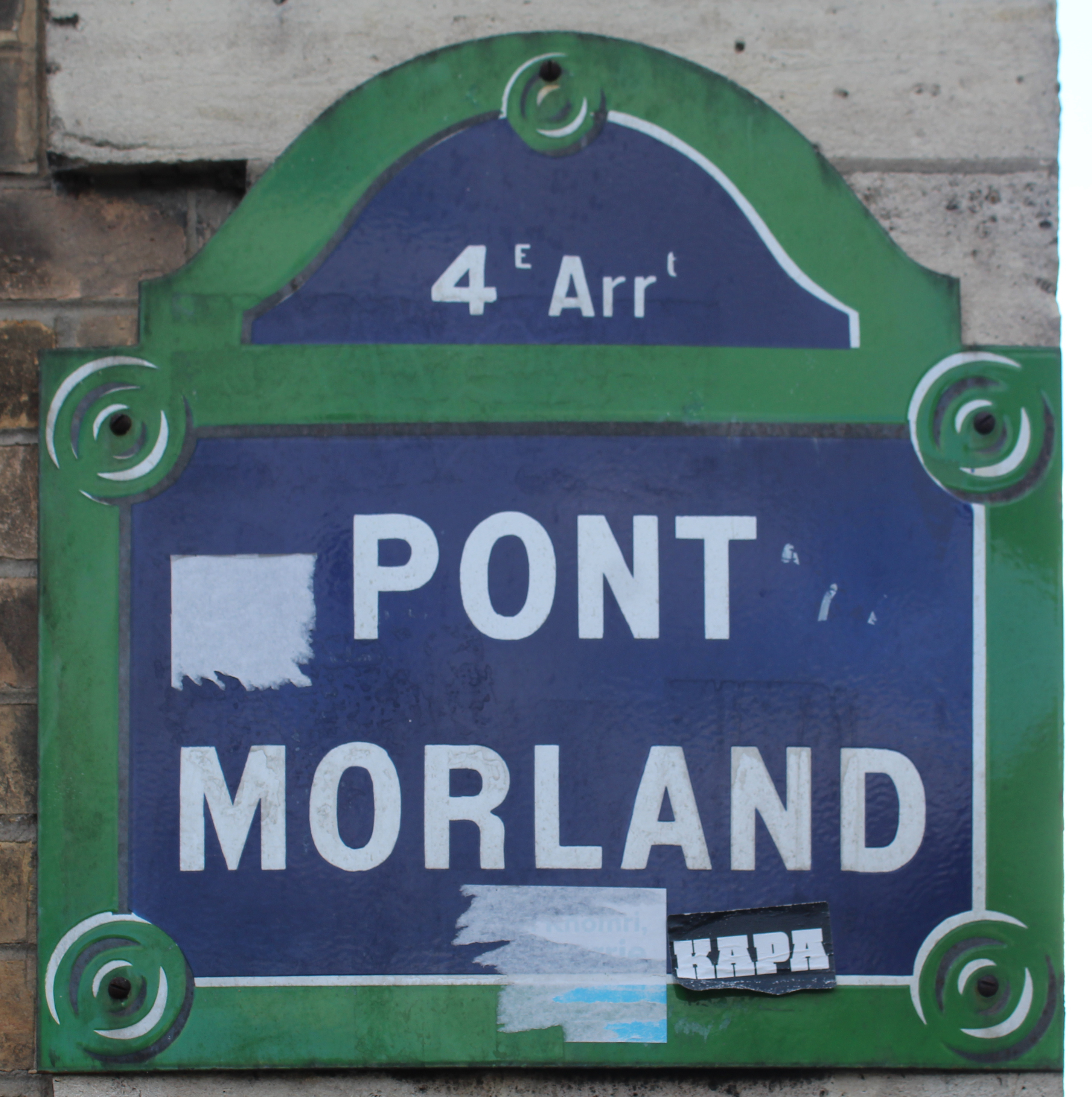
Plaque de rue du pont, en février 2018.

## Origine du nom
Son nom est dû au voisinage du boulevard Morland.

## Historique
La construction du pont a été achevée en 1879. Il fut élargi en 1928.